# Pienivesi (sjö i Sonkajärvi, Norra Savolax)
Pienivesi är en sjö i kommunen Sonkajärvi i landskapet Norra Savolax i Finland. Den är 9,4 meter djup. Arean är 39 hektar och strandlinjen är 2,9 kilometer lång. Sjön  ingår i Vuoksens huvudavrinningsområde.   Den ligger omkring 110 kilometer norr om Kuopio och omkring 430 kilometer norr om Helsingfors. 
Tätorten Sukeva ligger mellan Sukevanjärvi i norr och Pienivesi i sydöst. 